# The Withered Arm
The Withered Arm is een kort verhaal van de Engelse schrijver Thomas Hardy. Het verscheen, zoals destijds gebruikelijk, eerst in een literair tijdschrift, in dit geval Blackwood's Magazine, in januari 1888. Hij nam het verhaal vervolgens op in zijn in datzelfde jaar verschenen bundel Wessex Tales. Het is een van de zeven verhalen die werden opgenomen in de uiteindelijke versie van de bundel die werd gepubliceerd in 1912.
Het verhaal komt ook voor in de bundel The Distracted Preacher and Other Tales in de serie Penguin English Library. Deze verzameling, onder redactie van Susan Hill, verscheen voor het eerst in 1979 en bevat naast 'The Withered Arm' nog twee verhalen die ook voorkomen in Wessex Tales: The Distracted Preacher en The Melancholy Hussar of the German Legion.
Het verhaal speelt zich af, zoals de titel van de bundel aangeeft, in het fictieve graafschap Wessex waar veel van Hardy's verhalen en romans zijn gesitueerd. De handeling is gebaseerd op ware gebeurtenissen, die wat betreft dit verhaal zich zouden hebben voorgedaan in de periode van rond 1820 tot ongeveer 1830. Hardy gaat in op diverse oude gebruiken, de heersende standsverschillen, het toepassen van de doodstraf voor relatief kleine vergrijpen en het destijds in die streken heersende bijgeloof, waardoor het tragische verhaal op sommige momenten buitengewoon aangrijpend wordt.

## Het verhaal
Rhoda Brook is melkster op een zuivelboerderij waarvan de koeien toebehoren aan de welgestelde boer Lodge. Van deze boer heeft zij een inmiddels twaalfjarige zoon, maar er is geen contact meer tussen de twee. Uit de gesprekken onder het werk blijkt dat de boer de volgende dag thuis zal komen met zijn jonge bruid. Rhoda vraagt haar zoon om haar een goede beschrijving te geven van de jonge Gertrude Lodge, omdat zij zelf elk contact wil mijden. Uit zijn gedetailleerde observaties vormt ze zich een beeld van de mooie jonge vrouw. Dit beeld dringt zich zo aan haar op dat zij op een nacht een droomvisioen heeft, waarin een gerimpelde Gertrude op haar borst zit en tot tweemaal toe haar linkerhand heft met een fonkelende trouwring. Benauwd geworden grijpt Rhoda de verschijning bij haar arm en werpt haar op de grond. Dit grijpt haar zo aan dat zij meent dat het echt is, wat nog versterkt wordt als haar zoon vraagt wat die bonk was die hij heeft gehoord in haar kamer.
Kort daarna brengt Gertrude een bezoek aan Rhoda en haar zoon. Zij heeft opgemerkt dat hij op versleten schoenen loopt en brengt hem een paar nieuwe en enkele andere kleine geschenken. Rhoda krijgt spijt van haar wraakgevoelens en vat sympathie op voor de jonge vrouw, die haar immers geen kwaad heeft gedaan. Tijdens een later bezoek vertrouwt Gertrude haar toe dat zij een vreemde pijn heeft aan haar arm. Rhoda ziet dat de arm verkleuringen vertoont en vraagt zich vertwijfeld af of het iets met haar droom te maken kan hebben, zeker als zij merkt dat Gertrude de pijn voor het eerst opmerkte in dezelfde nacht als die waarin zij haar visioen had. De pijn wordt vervolgens steeds heftiger, maar doktersbezoek, medicijnen, smeersels en zalfjes helpen niet; de arm lijkt te verdorren. Daar komt bij dat de liefde en aandacht van haar echtgenoot navenant lijkt te verkoelen. Jaren verstrijken. Ten einde raad wendt zij zich met behulp van Rhoda tot 'Conjuror Trendle', een man die geacht wordt over helende talenten te beschikken. Deze zegt dat hij als enige oplossing ziet dat zij haar arm in contact brengt met de nek van een pas opgehangen persoon, waardoor haar bloed mogelijk zal 'keren'.
Als de mogelijkheid zich uiteindelijk aandient, weet Gertrude zich met behulp van de beul toegang te verschaffen tot de gevangenis, waar die dag een achttienjarige jongeman gehangen zal worden, wegens zijn (toevallige) aanwezigheid bij een brandstichting. Als zij daadwerkelijk haar arm in contact brengt met het dode lichaam gebeurt inderdaad het verwachte, maar ook het onverwachte...